# Prix de littérature André-Gide
Pour les articles homonymes, voir Prix André-Gide.
Le prix de littérature André-Gide, « créé et soutenu par la fondation Catherine-Gide, aura pour vocation de récompenser une œuvre de langue française dont les caractéristiques sont : la nouveauté, l’originalité formelle, ou un rapport exigeant à la langue, ». Les membres du jury sont à la fois écrivains et spécialistes de la littérature, universitaires pour la plupart. Il a été créé le 18 octobre 2014.
Le prix André-Gide est doté d’une somme de dix mille euros. Il sera décerné et remis au lauréat chaque année au moment du Salon du livre de Paris.
Le jury du prix de littérature André-Gide est composé de neuf membres :
- Claude Arnaud
- Philippe Forest
- Marie Gil
- Robert Kopp
- Éric Marty
- Laurence Plazenet
- Jean-Benoît Puech
- Peter Schnyder
- Laurent Zimmermann

## Palmarès
- 2015 : Richard Millet, Sibelius, Gallimard.
- 2016 : Catherine Millot, La Vie avec Lacan, Gallimard.
- 2017 : Pascal Quignard, Les Larmes, Grasset.